# Dens Mill

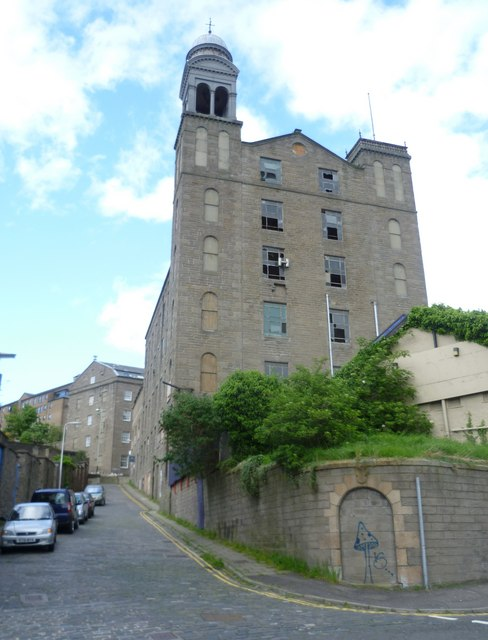
Lower Dens Mill

Die Dens Mill ist eine ehemalige Textilmühle in der schottischen Stadt Dundee in der gleichnamigen Council Area. Sie gliedert sich in die Lower Dens Mill und die Upper Dens Works, die separat als Denkmäler der höchsten Kategorie A in die schottischen Denkmallisten aufgenommen wurden. Nach Einstellung des Betriebs wurden in den Gebäuden Wohnungen eingerichtet.

## Geschichte
Im Zuge der industriellen Revolution im 19. Jahrhundert entwickelte sich Dundee zu einem der bedeutendsten Standorten der Textilindustrie im Vereinigten Königreich. Zur Hochzeit im späten 19. Jahrhundert waren dort um 60 Textilmühlen in Betrieb, die mehr als 50.000 Personen beschäftigten. Rund zwei Drittel der Arbeiter waren Frauen.
William Baxter pachtete im Jahre 1818 in Glamis eine Flachsspinnerei. Mit seinem ältesten Sohn Edward als Partner gründete er 1822 das Unternehmen William Baxter & Son, welches den ersten Komplex der Dens Mill errichten ließ. Edward Baxter verließ das Unternehmen drei Jahre später, woraufhin zwei weitere Söhne als Partner beitraten und das Unternehmen zu Baxter Brothers & Co. umfirmiert wurde. 1853 wurde der bereits im Betrieb beschäftigte Ingenieur Peter Carmichael als Partner hinzugenommen. Drei Jahre später kam außerdem William Ogilvie Dalgleish hinzu, der eine Enkelin des Firmengründers geheiratet hatte. 1892 übernahm das Unternehmen die Mehrheit an Boase & Co., Eigentümer der Claverhouse Bleachworks. 1924 wurde das Unternehmen von Low & Bonar übernommen. 1978 wurde der Betrieb aufgelassen.
In der Dens Mill waren bis zu 4500 Personen beschäftigt. Zum Betrieb der 28 Dampfmaschinen mit einer installierten Gesamtleistung von 2850 PS wurden wöchentlich rund 300 Tonnen Kohle benötigt. Sie trieben Maschinerien zum Betrieb der 1200 Webmaschinen der Weberei und 22.600 Spindeln der Spinnerei an.

## Beschreibung
Die Lower Dens Mill nimmt ein Karree entlang der Princes Street (A929) östlich des Stadtzentrums und nahe der Hafenanlagen ein. Ihre einzelnen Abschnitte entstanden in den 1830er Jahren, den 1860er Jahren sowie 1935. Die ursprüngliche Mühle aus den 1820er Jahren wurde abgebrochen und neu aufgemauert. Markant ist die 1866 von Peter Carmichael geplante Bell Mill an der Westseite. Der vier Achsen weite Südgiebel des fünfstöckigen Baus ist im Stile der Neorenaissance mit rundbogigen Fenstern entlang der flankierenden Aufzugs- und Treppentürme ausgestaltet. Der linke Turm ist mit zwei Rundbogenöffnungen je Seite fortgeführt, die ein Segmentbogengiebel bekrönt. Ein Kreuz ragt von der abschließenden Kuppel auf.
Bei den auf der gegenüberliegende Seite der Princes Street gelegenen Upper Dens Works handelte es sich zu Bauzeiten möglicherweise um die weltweit größte Leinenweberei. Das planende Ingenieurbüro Umpherston & Kerr übernahm bei der Planung Konzepte, die es bereits in der Coffin Mill angewandt hatten.